# 시어터 오브 트래저디
시어터 오브 트래저디(영어: Theatre of Tragedy)는 1993년에 결성되어 2010년까지 활동한 노르웨이의 고딕 메탈 밴드이다. 스타방에르에서 결성되었으며 고딕 메탈을 대중화한 그룹으로 여겨진다.